# Edward Henry Corbould
Edward Henry Corbould (Londra, 5 dicembre 1815 – Londra, 18 gennaio 1905) è stato un pittore britannico.

## Biografia
È figlio di Henry Corbould (1788-1844), pittore e nipote di Richard Corbould (1757-1831), ritrattista e pittore storico. Studiò pittura alla Royal Academy. Ha vinto diverse medaglie d'oro dalla società artistica.

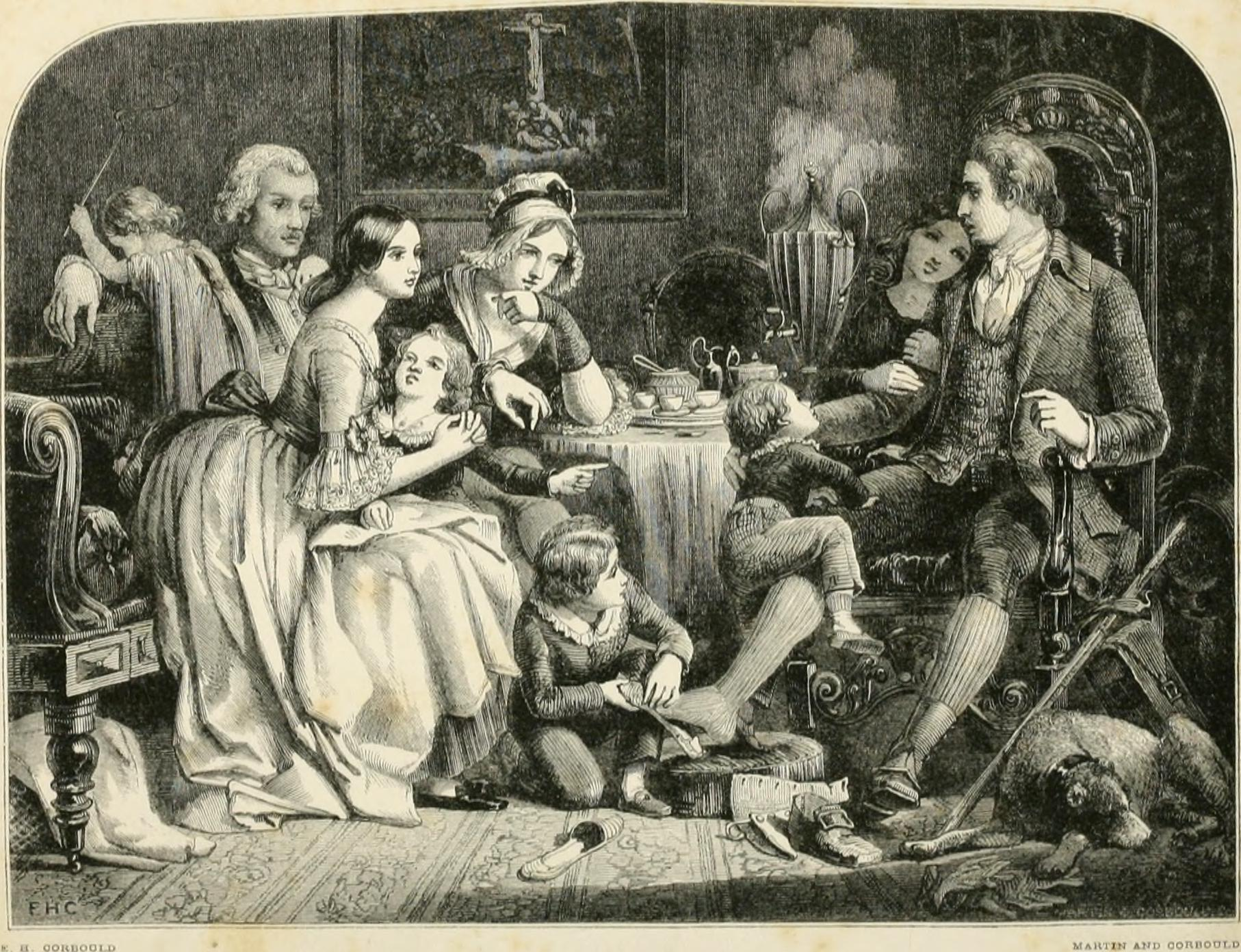
Disegno del 1851
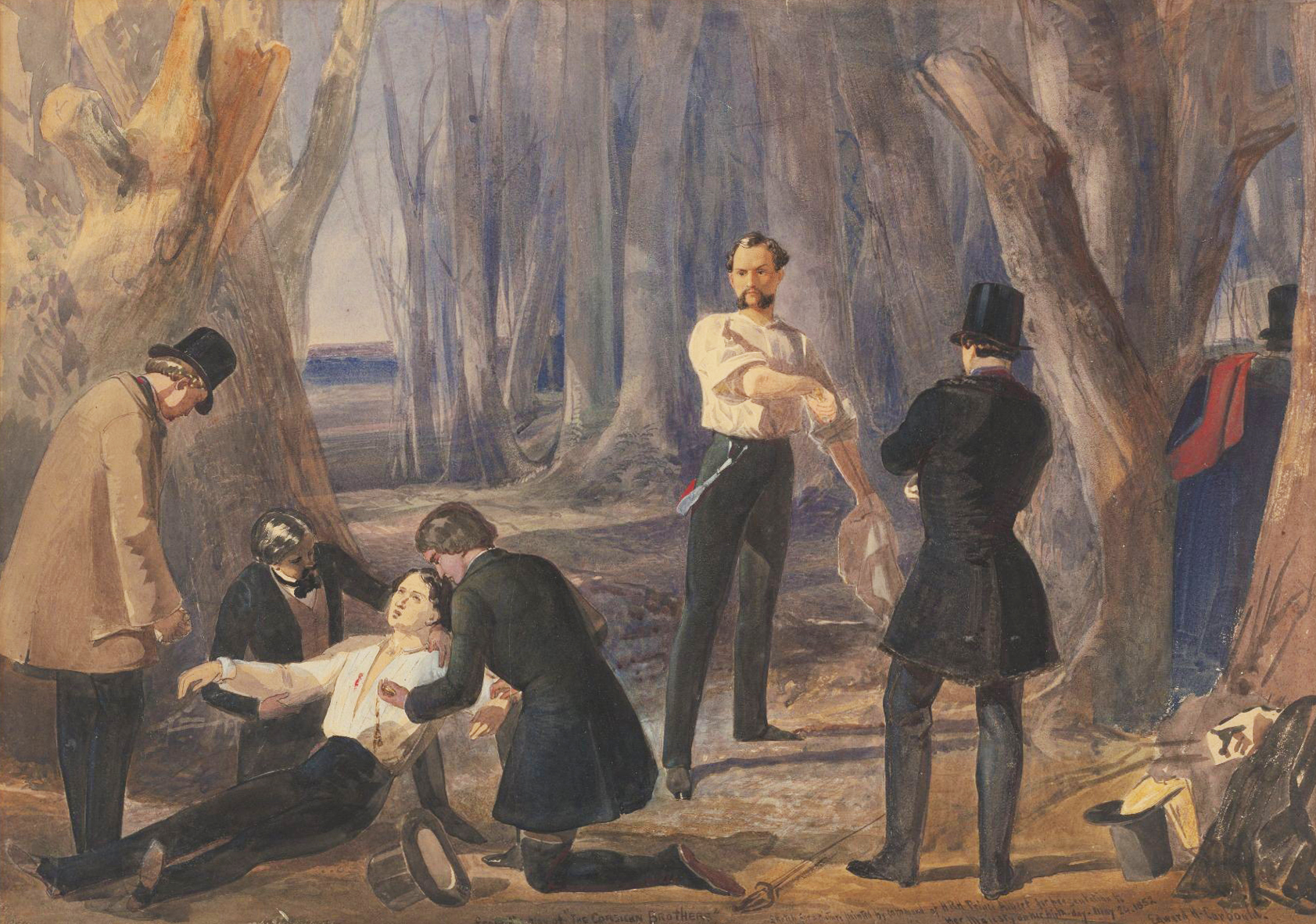
Fratelli corsi
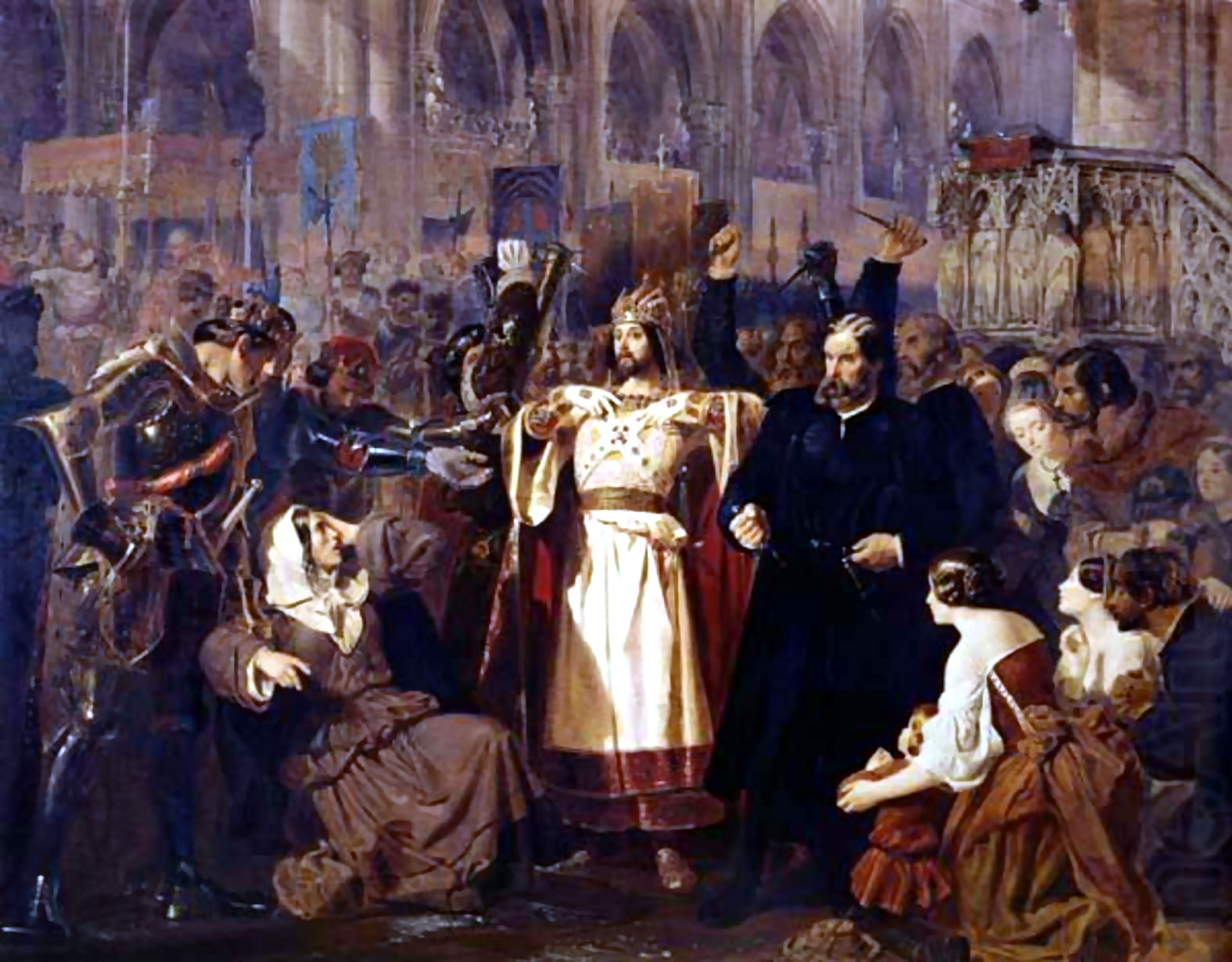
Il profeta